# 차망

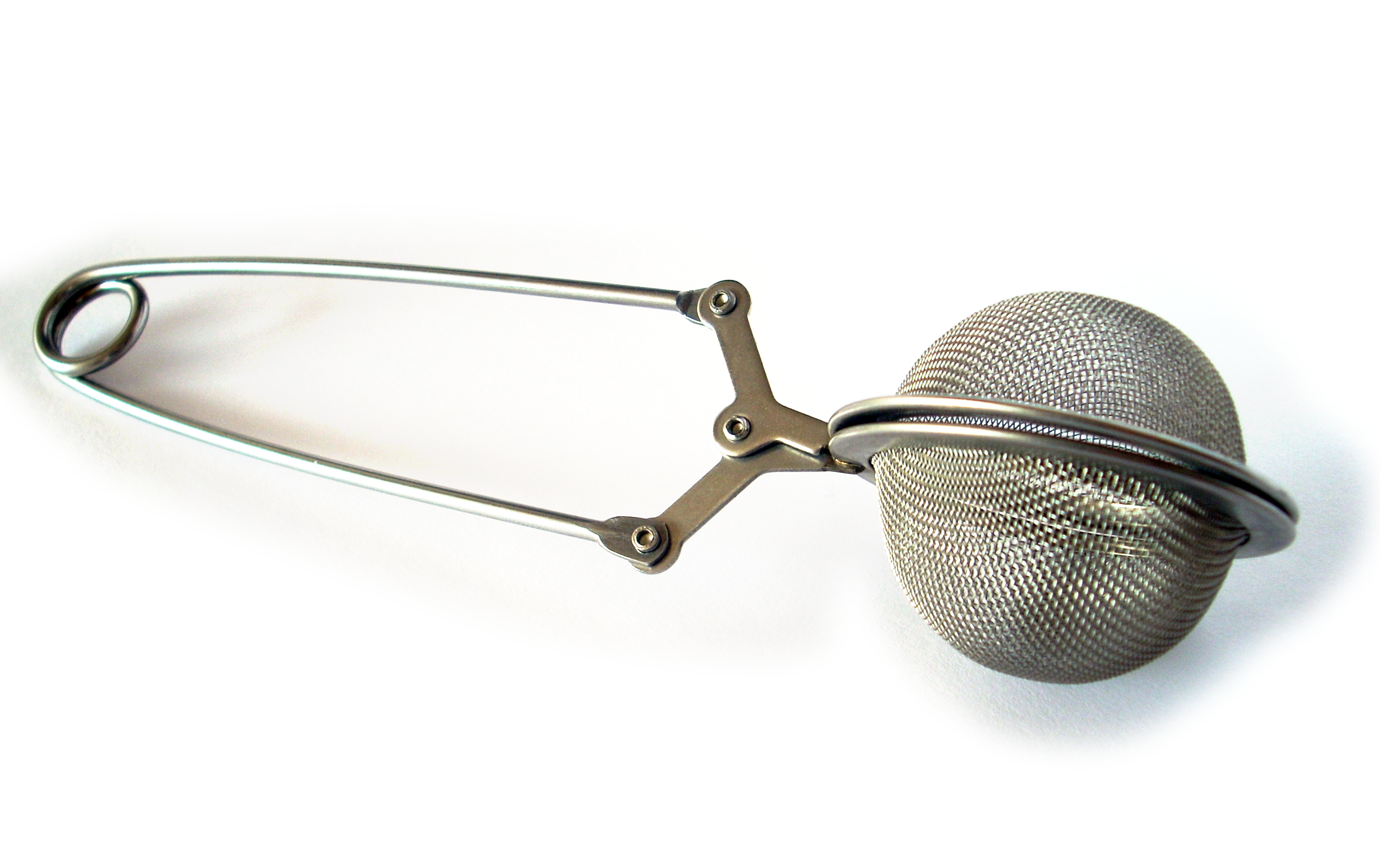
차망

차망(茶網)은 안에 찻잎을 넣은 다음 뜨거운 물이 담긴 찻잔이나 찻주전자 안에 담가 차를 우릴 수 있게 만든 도구이다. 차망은 19세기 전반에 인기를 얻었다. 차망을 사용하면 부서진 잎 차에서 쉽게 차를 우려낼 수 있다.

## 사용
차망은 나중에 미국에서 발명된 티백과 유사한 기능을 수행한다. 차망은 일반적으로 작은 메쉬 또는 구멍이 뚫린 금속 용기 또는 한 번에 1회 또는 여러 회 제공량까지 다양한 크기의 찻잎을 담는 덮개가 있는 스푼이다. 차망의 일반적인 모양에는 구형, 원추형 및 원통형이 포함된다. 차망의 한 가지 스타일은 메쉬 컨테이너를 열 수 있는 집게 모양의 손잡이가 있는 분할 구형이다.
차망을 뜨거운 물이나 끓는 물이 담긴 컵이나 냄비에 넣으면 느슨한 찻잎이 냄비나 컵에 쏟아지지 않고 차를 끓일 수 있다. 냄비나 컵에서 쉽게 꺼낼 수 있도록 막대나 체인이 차망 용기에 일반적으로 부착된다. 큰 구멍이 있는 차망은 모든 잎을 잡을 수 없으므로 남은 조각을 제거하려면 차 필터를 사용해야 한다.
운반하는 부유 물질의 부력보다 더 많은 중력을 생성하는 차망은 가라앉는다. 그리고 압력은 위에 있는 유체의 무게로 인해 깊이에 따라 증가한다. 따라서 액체가 담긴 높은 용기 바닥의 압력은 용기 상단의 압력보다 더 크다.

## 사진 갤러리

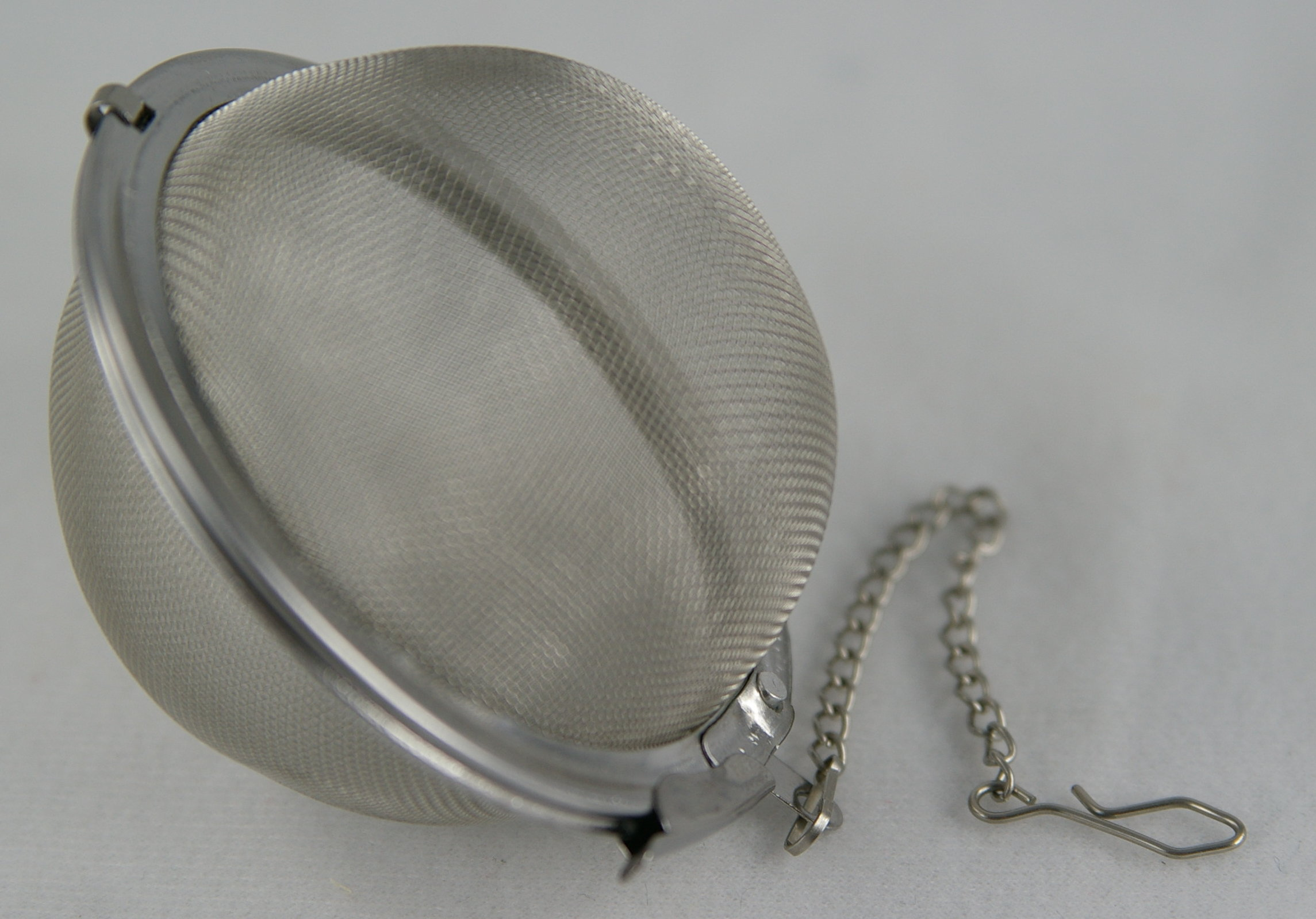
둥근 차망
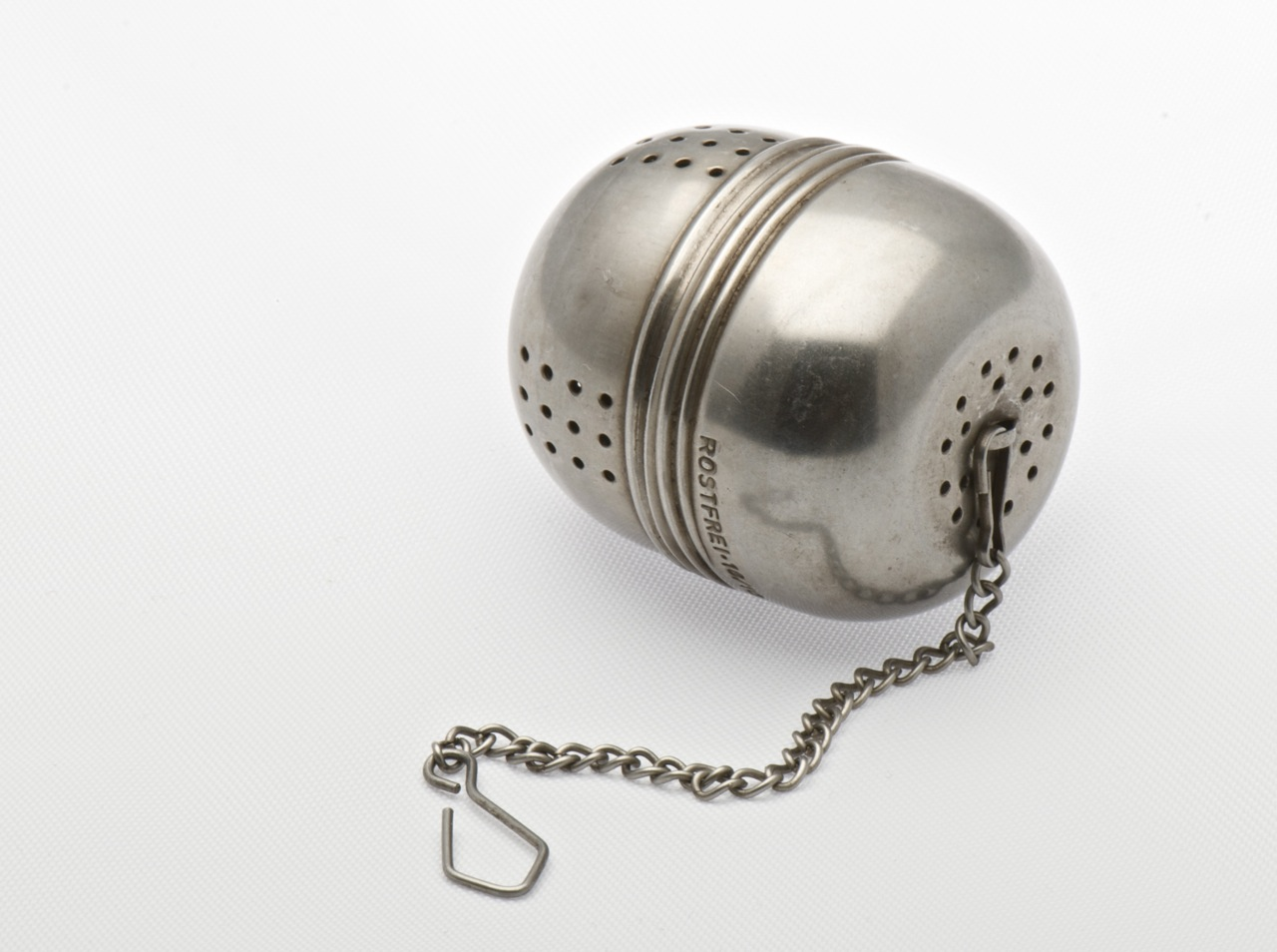
스테인리스강 차망
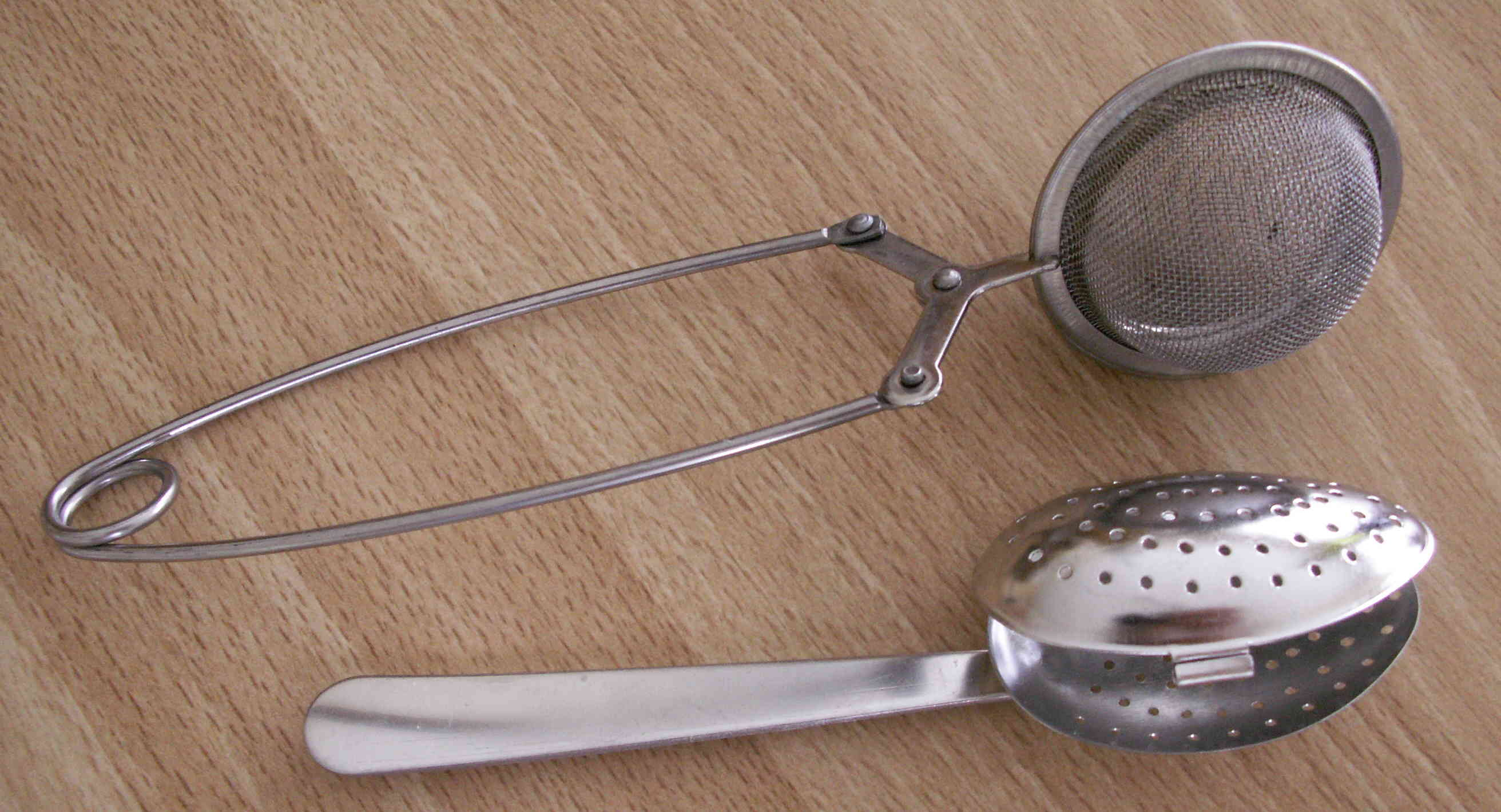
두 가지 차망
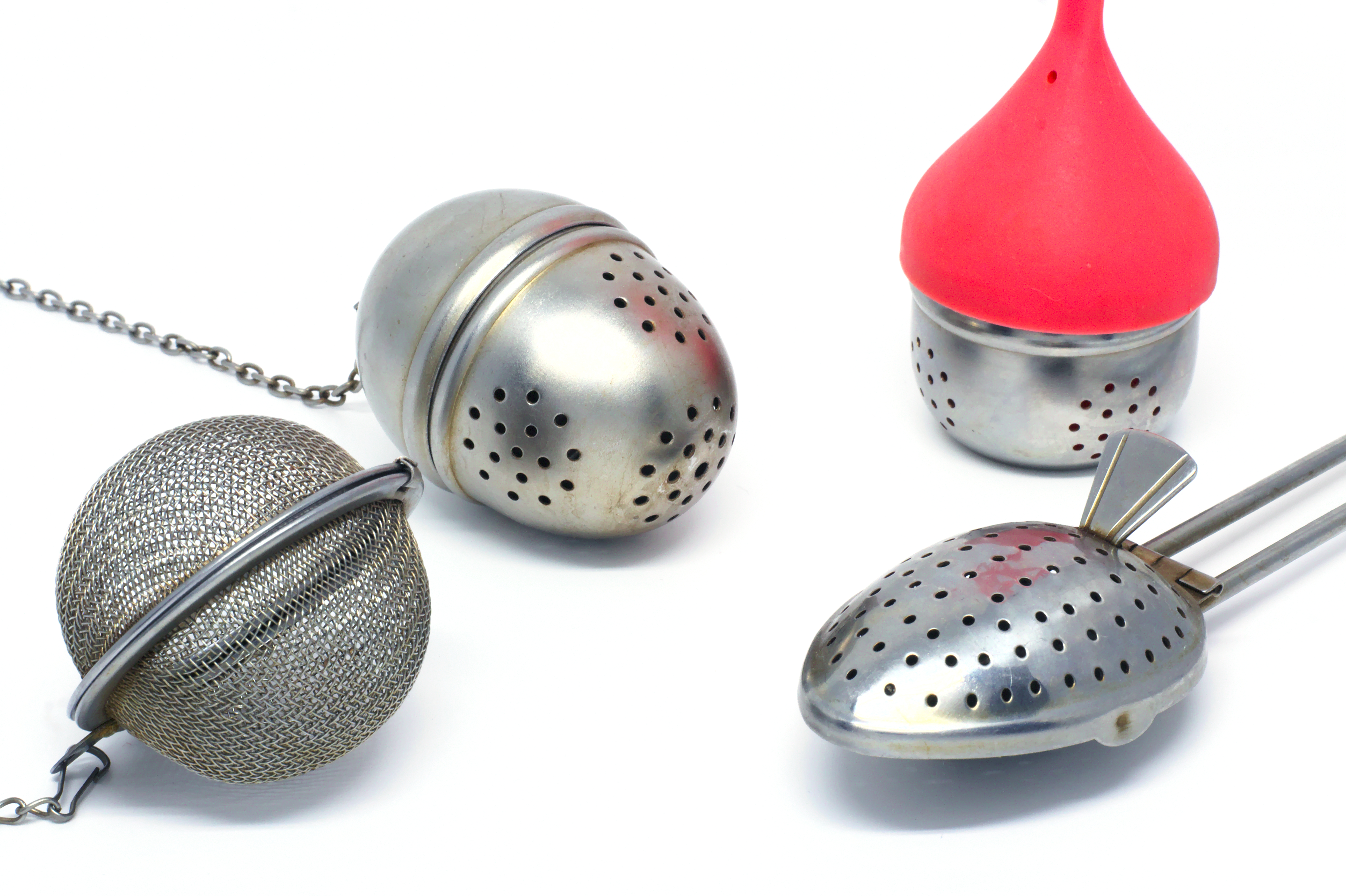
여러 가지 차망

## 같이 보기
- 커피 필터